# Борромео, Федерико (младший)
Федерико Борромео младший (итал. Federico Borromeo iuniore; 29 мая 1617, Милан, Миланское герцогство — 18 февраля 1673, Рим, Папская область) — итальянский куриальный кардинал. Титулярный латинский патриарх Александрийский с 19 октября 1654 по 22 декабря 1670. Апостольский нунций в Швейцарии с 28 ноября 1654 до 20 августа 1665. Губернатор Рима с 17 февраля 1666 по 26 февраля 1668. Апостольский нунций в Испании с 25 февраля 1668 по июль 1670. Титулярный латинский патриарх Константинопольский, Государственный секретарь Святого Престола с мая 1670 по 18 февраля 1673. Префект Священной Конгрегации церковного иммунитета с 1671 по 18 февраля 1673. Кардинал-священник с 22 декабря 1670, с титулом церкви Сант-Агостино с 23 февраля 1671 по 8 августа 1672. Кардинал-священник с титулом церкви Сант-Аньезе-фуори-ле-Мура с 8 августа 1672 по 18 февраля 1673.

## Биография
Происходил из известного дворянского рода Борромео, мирское имя — Федерико V Борромео. «Младшим» его называли потому, что он был сыном племянника знаменитого миланского кардинала Федерико Борромео (Федерико III Борромео).